# Iglesia de Santa Marta del Vaticano
La iglesia de Santa Marta y el hospital anejo a esta fue un conjunto arquitectónico desaparecido en la actual Ciudad del Vaticano.

## Historia
La iglesia fue construida en 1537 por mandato de Paulo III con objeto de servir de parroquia para los miembros de la Familia Pontificia. La Familia Pontificia la constituían los servidores más cercanos al pontífice y su santa titular, Marta de Betania es considerada tradicionalmente patrona de los criados. La iglesia fue puesta bajo la jurisdicción del Mayordomo del Papa, prefecto de los Palacios Apostólicos.
Sufrió distintas restauraciones hasta el siglo XVII, emprendidas por diversos papas: Sixto V, Clemente VIII, Paulo V y, finalmente, Urbano VIII. Bajo este pontífice, tuvo un importante papel en su decoración Fausto Poli, por entonces Mayordomo del Papa.
En 1726 la iglesia y hospital fueron encomendados por Benedicto XIII a la Orden Trinitaria Descalza española.
Fue demolido por orden de León XIII en 1891 y sustituido por el Hospicio de Santa Marta, pensado inicialmente para las epidemias de cólera. Posteriormente, sobre el Hospicio Santa Marta se construiría la Domus Sancta Marthae, residencia del papa Francisco.
La titularidad y las obras de arte de la iglesia se trasladaron posteriormente al Palazzo del Governorato de la Ciudad del Vaticano. En concreto a la capilla del palacio, hoy también conocida como capella di Maria Regina (capilla de María Reina).

## Descripción
Se situaba al oeste de la basílica de San Pedro, tras su ábside y al norte del Seminario Vaticano.
La iglesia era de una nave orientada aproximadamente en sentido este-oeste. La nave contaba con cuatro capillas a cada lado de esta. La iglesia estaba presidida por un óleo de Baglione representando a Santa Marta. Una de sus capillas se encontraba presidida por un importante Cristo de Algardi, encargado por el patrón de este espacio, Cristoforo Segni.

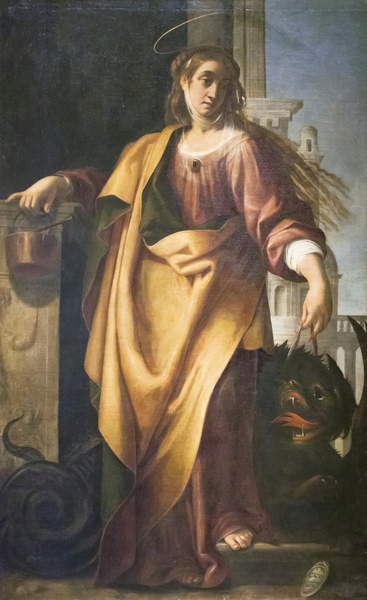
Pintura que presidía el altar mayor de la iglesia por Baglione.

### Individuales
1. ↑  Serrano Estrella, Felipe (26 de noviembre de 2018). «Conventos y hospicios de las órdenes mendicantes españolas en la Roma moderna». BSAA arte (84): 219-254. ISSN 2530-6359. doi:10.24197/bsaaa.84.2018.219-254. Consultado el 13 de julio de 2023.
2. ↑  Pellegrini, Simone (29 de julio de 2017). «Vaticano: i misteri di Santa Marta». Interris.it (en it-IT). Consultado el 13 de julio de 2023.
3. ↑  Vasi, Mariano (1791). «Chiesa di S. Marta». Itinerario instruttivo di Roma (en italiano). Luigi Perego Salvioni. pp. 747-748. Consultado el 13 de julio de 2023.
4. ↑  Mazzarelli, Carla (2013). «New documents for Algardi's Alamandini 'Crucifix', 'a beautiful and famous thing'». The Burlington Magazine (en inglés) 155 (1328): 769-773. ISSN 0007-6287. Consultado el 12 de julio de 2023.